# Jean de Chissé
Jean de Chissé (de Chissey), mort le 17 août 1350, à Paris, est un prélat français du XIVe siècle, évêque de Grenoble, sous le nom de Jean II. Premier membre de la famille de Chissé à monter sur le trône épiscopal, trois autres le suivent et l'occupent pendant près d'un siècle, jusqu'en 1450.

## Biographie

### Origines
Jean de Chissé (Joannes de Chissiaco) appartient à la famille noble de Chissé, originaire de Faucigny, alors possession des dauphins de Viennois, et qui a donné quatre évêques de Grenoble, pendant près d'un siècle (1337 à 1450),,.
Bruno Galland (1998) le dit son oncle de Rodolphe de Chissé, évêque de Grenoble. Jean-Louis Grillet (1756-1812) le donnait pour frère.

### Carrière ecclésiastique
Jean de Chissé est Chanoine de Genève. Il n'a pas encore reçu les ordres, lorsqu'il est élu évêque de Grenoble en 1337,. Il est nommé Jean II. Le pape Benoît XII confirme son élection,. Cette élection est voulue par le Dauphin de Viennois, car depuis Humbert Ier, les dauphins veillent à ce que le trône épiscopal de leur région soit entre les mains de familiers.
Il « doit accepter » l'installation des principales institutions de l'administration des Dauphins de Viennois dans la cité de Grenoble.
Avant le milieu du XIVe siècle, il fait supprimer la dignité de doyen de Saint-André (Savoie),. Le décanat de Savoie revêt un rôle important puisqu'il se trouve sous l'influence des comtes de Savoie, et surtout dans le conflit opposant cette principauté au Dauphiné.

### Mort et succession
Jean de Chissé meurt en 1350,. Auguste Prudhomme donne sa mort le 17 août 1350, à Paris.
Son frère, Rodolphe, lui succède sur le siège épiscopal de Grenoble, en 1350,,.